# Ryan McGowan
Ryan James McGowan (ur. 15 sierpnia 1989 w Adelaide) – australijski piłkarz szkockiego pochodzenia występujący na pozycji obrońcy w angielskim klubie Bradford City oraz w reprezentacji Australii. Znalazł się w kadrze na Mistrzostwa Świata 2014.